# Czarni Radom
O Czarni Radom, também conhecido como Enea Czarni Radom por questões de patrocínio, é um clube de voleibol masculino polonês da cidade de Radom, na voivodia da Mazóvia. Atualmente o clube disputa a Tauron I Liga, a segunda divisão do campeonato polonês.

## Histórico
O clube foi fundado em 1921 após uma divisão na seção de futebol da Kordian Radomskiego Towarzystwa Sportowego. Inicialmente, a suas atividades limitavam-se apenas ao setor de futebol. Com o tempo, o clube expandiu suas estruturas e em 1957 a direção do clube anunciou a inclusão da seção de voleibol masculino nos campeonatos. Em 1979, a equipe comandada por Jan Skorżyński foi promovida à II Liga. Em 1994, sob a liderança do técnico ucraniano Valery Yaruzhnyi, Czarni conquistou a primeira medalha de bronze da história.

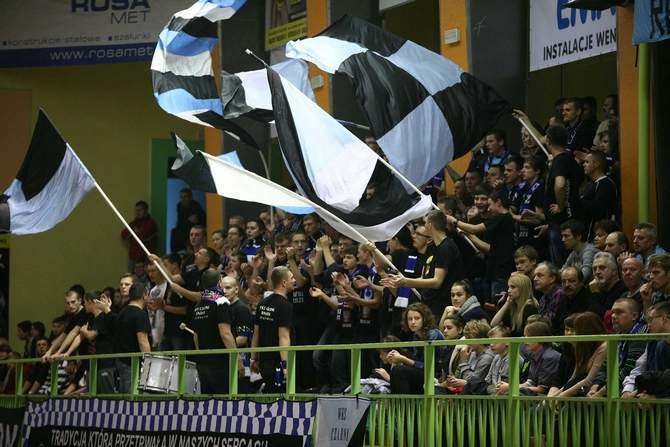
Torcida do Czarni Radom.

Por resolução da assembleia geral de 26 de setembro de 1997, o clube foi transformado em um clube de uma seção e seu nome foi alterado para Warka Strong Club Czarni Radom. Em 1999 a equipe comandada por Edward Skorek venceu a Copa da Polônia.
Na temporada 2000–01 o clube alcançou a melhor marca na elite do campeonato polonês. Após a quarta colocação na fase classificatória, com 11 vitórias em 18 partidas disputadas, o clube da cidade de Radom avançou para as quartas de final onde eliminou o KS Citroën Nysa (3–0) no agregado. Na semifinal encarou o Mostostal-Azoty Kędzierzyn-Koźle, onde foi superado após perder as três primeiras partidas das série 'melhor de cinco'. Na disputa pelo terceiro lugar, enfrentando o Jastrzębie Borynia, levou a decisão até a última partida, onde foi derrotado pelo placar de 3–0, terminando o campeonato com a 4.ª colocação.

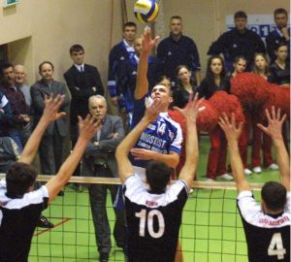
Partida contra o Mostostal Azoty Kędzierzyn-Koźle na temporada 2000–01.

Em 14 de abril de 2002, Czarni pela primeira vez na história do clube caiu para uma divisão inferior. Por decisão da assembleia geral dos sócios do clube em 6 de outubro de 2003, teve início a liquidação da associação Czarni Radom.

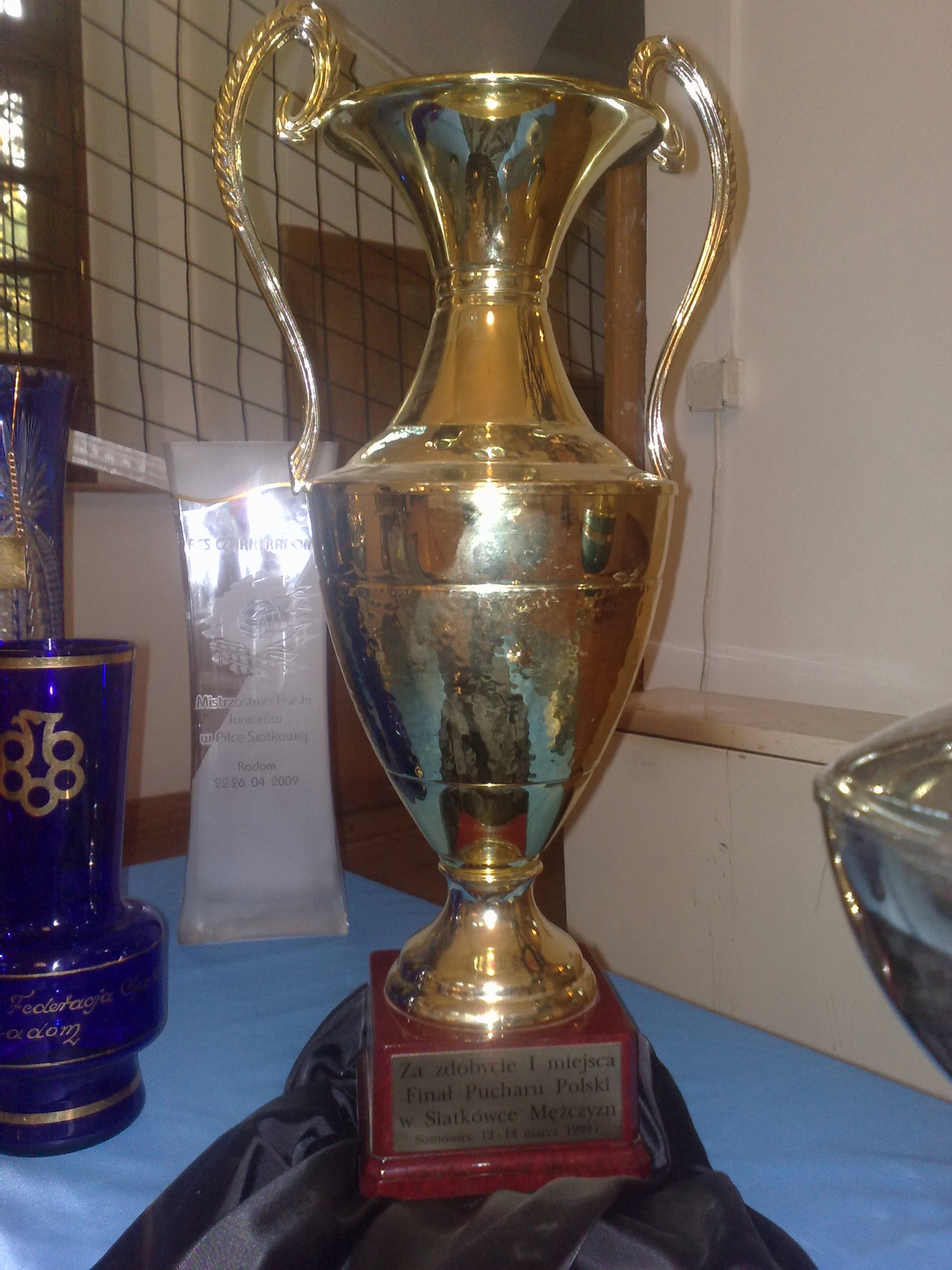
Taça da Copa da Polônia, conquistada pelo Czarni Radom em 1999.

Em 2007 o clube foi recriado. Na temporada 2011–12, os jogadores do Czarni Radom, treinados por Wojciech Stępień, foram finalmente promovidos à I Liga e na temporada seguinte à PlusLiga.

## Títulos
Campeonato Polonês
- Terceiro lugar: 1993–94, 1994–95

 Copa da Polônia
- Campeão: 1998–99
- Vice-campeão: 1986–87

 Campeonato Polonês - I Liga
- Campeão: 2005–06, 2012–13
- Vice-campeão: 2010–11

## Elenco atual
Atletas selecionados para disputar a temporada 2022–23.
| Camisa                  | Nome                | Altura (m) | Posição    |
| ----------------------- | ------------------- | ---------- | ---------- |
| 1                       | Damian Schulz       | 2,08       | Oposto     |
| 2                       | Michał Ostrowski    | 2,03       | Central    |
| 3                       | Wiktor Nowak        | 1,91       | Levantador |
| 4                       | Timo Tammemaa       | 2,04       | Central    |
| 5                       | Maurício Borges     | 1,99       | Ponteiro   |
| 6                       | Piotr Łukasik       | 2,08       | Ponteiro   |
| 7                       | Bartłomiej Lemański | 2,17       | Central    |
| 8                       | Paweł Rusin         | 1,82       | Ponteiro   |
| 9                       | Daniel Gąsior       | 2,00       | Oposto     |
| 11                      | Sebastian Warda     | 2,05       | Central    |
| 12                      | Paweł Woicki        | 1,83       | Levantador |
| 13                      | Mateusz Masłowski   | 1,85       | Líbero     |
| 17                      | Bartosz Firszt      | 1,98       | Ponteiro   |
| 18                      | Maciej Nowowsiak    | 1,89       | Central    |
| Técnico: Jacek Nawrocki |                     |            |            |